# Ascochyta gossypii
Ascochyta gossypii är en svampart som beskrevs av Syd. & P. Syd. 1916. Ascochyta gossypii ingår i släktet Ascochyta, ordningen Pleosporales, klassen Dothideomycetes, divisionen sporsäcksvampar och riket svampar.   Inga underarter finns listade i Catalogue of Life.